# دهستان ساروق (اراک)
دهستان ساروق یکی از دهستان‌های استان مرکزی است که در بخش مرکزی شهرستان اراک واقع شده‌است.
روستاهای تابع آن عبارتند از: جیریا، دیلمزار، قلعه ارجناوند، قهیه، کلاغ‌نشین، محمودیه، سنقرآباد، گمیز، فارسیجان، کرکان بالا، کرکان پایین، بهادرستان، طورسینا، قطارآغاج سفلی، جام آباد، گاوجلو، لنجاب سفلی، سنقرآباد و شهر ساروق.

## آثار تاریخی
مقبره امامزادگان ۷۲ تن که پیشینه محکمی دارند در این شهر قرار دارد. کربلایی کاظم ساروقی معروف به ملا کاظم در این امامزاده به کرامت حفظ قرآن کریم نایل شدند. فیلم مستند بزرگترین معجزه قرن: کربلایی کاظم